# Hendrikas große Reise
Hendrikas große Reise (englischer Originaltitel The Cow Who Fell in the Canal) ist ein Bilderbuch der US-amerikanischen Autorin Phyllis Krasilovsky, das 1957 beim Verlag Doubleday mit Illustrationen des niederländischen Caldecott-Medaillen-Gewinners Peter Spier veröffentlicht wurde. Die deutsche Erstausgabe erschien 1967 beim Carlsen Verlag.

## Inhalt
Kuh Hendrika lebt auf einem niederländischen Bauernhof. Sie liebt ihren Bauern, Herrn Hofstra, doch sie ist unglücklich, weil sie das eintönige Leben auf dem Hof bestehend aus Fressen und Gemolken werden langweilt. Von Pferd Pieter, der ihre Milch jeden Tag auf einem Pferdekarren in die Stadt bringt, erfährt sie vom Stadtleben und träumt davon, selbst einmal diesen aufregenden Ort kennen zu lernen. Als sie eines Tages beim Grasen versehentlich in den Kanal fällt, der an die Weide von Herrn Hofstra angrenzt, kann sie sich mit letzter Kraft gerade noch auf ein Holzfloß retten, auf dem sie daraufhin langsam Richtung Stadt gleitet. Dort angekommen sorgt die Kuh auf dem Floß für jede Menge Aufmerksamkeit und schon bald folgen ihr am Ufer Jung und Alt. Als sich das Floß am Ufer verfängt, wird Hendrika von zwei Jungen mit einem Seil an Land gezogen und stürmt von dort durch die Gassen der Stadt, begleitet von einer großen Menge an Schaulustigen.  Hendrika genießt die Aufmerksamkeit und alles, was es in der Stadt zu sehen gibt. Als sie von der Lauferei müde ist, gelangt sie zu einem Platz, auf dem Männer mit bunten Strohhüten Käse verkaufen. Sie schnappt sich einen dieser Hüte und findet, dass er wunderbar schmeckt. Bauer Hofstra verkauft selbst gerade Käse auf dem Markt und erkennt Hendrika. Unter dem Gelächter der Leute bringt er die Kuh auf dem Pferdekarren zurück zu seinem Hof. Dort sorgt Herr Hofstra mittels Zaun dafür, dass Hendrika nicht wieder in den Kanal fällt. Diese stört sich nicht weiter daran, denn sie hat ja nun wie von ihr gewünscht die Stadt gesehen und es gibt genügend Dinge und neue Eindrücke, über die sie beim Grasen auf der Wiese nachdenken kann.

## Rezeption
Clive Barnes schreibt in seiner Buchrezension: „Krasilovsky und Spier führen uns in die Welt der Windmühlen, Kanäle, Pferdekarren und Käsemärkte – eine Welt, die in den Niederlanden gerade verblasste, als sie in diesem reizenden Buch zu neuem Leben erweckt wurde […] Es ist eine beschauliche Geschichte, deren Tempo das ruhige Dahinfließen des Kanals bestimmt. Der Leser gleitet mit Hendrika durch die holländische Landschaft, vorbei an Scheunen, Häusern, Windmühlen und Tulpen. Beim Weg durch die Stadt hat man Zeit, die Geschäfte und Treppengiebel-Häuser zu betrachten. Spiers Illustrationen wechseln zwischen kolorierten Kugelschreiber- und Schwarz-Weiß-Zeichnungen. Sowohl die Landschaftsdarstellungen als auch die Bilder vom Stadtleben sind detailliert und atmosphärisch. Hendrika selbst ist mal zurückhaltend, mal ungestüm – mal schüchtert ihr Abenteuer sie ein, mal freut sie sich über neue Eindrücke, wie z.B. den Geschmack eines grünen Strohhutes.“

## Besonderheiten
Krasilovskys Manuskript für die Geschichte (von der Autorin ursprünglich Anarina, the Dutch Cow betitelt) war vom Doubleday Verlag eigentlich bereits abgelehnt worden. Zufällig sah der Illustrator Spier das Manuskript auf dem Schreibtisch des damaligen Herausgebers Peggy Lesser liegen, war von dem niederländischen Setting angetan, schlug ein paar Änderungen vor – unter anderem den Namen der Kuh und den Titel des später so erfolgreichen Bilderbuchs – und überredete letztlich Lesser, die Geschichte doch zu veröffentlichen.

## Referenzen
Hendrikas große Reise ist in dem literarischen Nachschlagewerk 1001 Kinder- und Jugendbücher – Lies uns, bevor Du erwachsen bist! für die Altersstufe 3+ Jahre enthalten.

## Ausgaben
- The Cow Who Fell in the Canal. Doubleday, USA 1957 (englisch).
- Hendrikas große Reise. Carlsen, 1967.